# Scaphoideus triunatus
Scaphoideus triunatus är en insektsart som beskrevs av Ball 1932. Scaphoideus triunatus ingår i släktet Scaphoideus och familjen dvärgstritar. Inga underarter finns listade i Catalogue of Life.